# Casa Padró-Riera (Manresa)
La Casa Padró-Riera és un edifici modernista de Manresa (Bages) protegit com a bé cultural d'interès local.

## Descripció
Edifici d'habitatges fent xamfrà amb una mitgera. Consta de planta baixa i dos pisos amb una alçada més amb xamfrà i soterrani. Composició unitària i simètrica. Façana: en planta baixa ritme d'obertures separades per columnes i pilastres de pedra amb capitells florals. Als pisos superiors obertures amb balconada que gira a les cantonades formant dues tribunes rodones. El xamfrà, on es troba el portal d'entrada, fa d'eix vertical de simetria, potenciat amb un cos de coronament que origina una tercera planta, amb una sèrie d'obertures verticals i més estretes de certa influència centro-europea, tres capcers (el del mig ondulat i els dels extrems escalonats) rematen el cos central. Ornamentació amb pedra i ferro forjat a les tribunes i balcons.